# André Bauchant
Auguste André Bauchant (* 24. April 1873 in Château-Renault, Département Indre-et-Loire, Region Centre-Val de Loire; † 12. August 1958 in Montoire-sur-le-Loir, Vendôme, Region Centre-Val de Loire) war ein französischer Maler.

## Leben
André Bauchant war der Sohn eines Gärtners und erlernte im väterlichen Betrieb ebenfalls diesen Beruf. Im Alter von 27 Jahren heiratete er seine Jugendliebe Alphonsine Bataillon. Nach dem Besuch in den Gärten von Schloss Versailles besuchte er auch eine Kunstausstellung in Paris und war von der Kunst in den Museen tief beeindruckt.

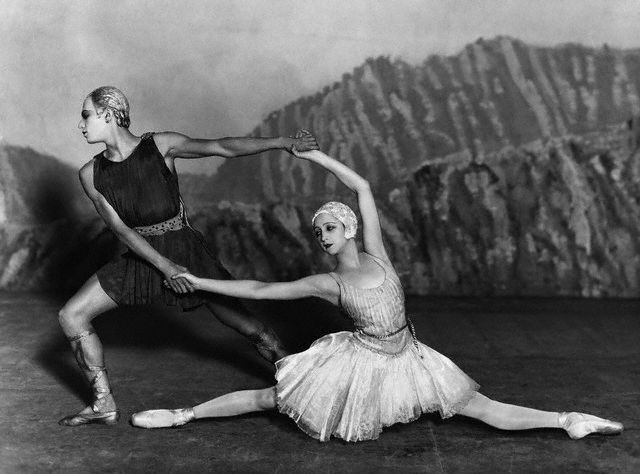
Ballets Russes mit Apollon musagète, 1927

Im Ersten Weltkrieg diente er in Griechenland. Seine Aufgabe beim Militär bestand darin, militärische Karten zu zeichnen. Seine Vorgesetzten erkannten sein zeichnerisches Talent und bestärkten ihn in seiner Tätigkeit. Zu diesem Zeitpunkt war Bauchant bereits über 40 Jahre alt. Danach begeisterte er sich immer stärker für die Malerei und richtete in einer verlassenen Mühle sein Atelier ein. Neben Landschaften aus der Touraine, Blumen- und Vogelbildern malte Bauchant unter anderem poetisch-mythische Visionen. Seine Malerei war durchgängig von einer engen Naturverbundenheit und von seiner Leidenschaft für antike Mythologie geprägt.
Im Jahr 1921 sandte Bauchant zum ersten Mal Gemälde und Zeichnungen für den Salon d’Automne (oder «Pariser Herbstsalon») ein, wo Le Corbusier und Amédée Ozenfant auf ihn aufmerksam wurden. Le Corbusier sollte auch Bauchants passionierter Sammler und Mentor werden. Sergei Pawlowitsch Djagilew, der Gründer und Manager des Ballets Russes, beauftragte ihn 1927, das Bühnenbild für das Ballett Apollon musagète von Igor Fjodorowitsch Strawinski zu entwerfen. Im gleichen Jahr hatte er auch seine erste Einzelausstellung in der Pariser Galerie Jeanne Bucher.
Der deutsche Kunsthändler und Galerist Wilhelm Uhde stellte Werke Bauchants im Jahr 1928 in seiner Galerie des Quatre Chemins in Paris in der Ausstellung Les Peintres du cœur sacré gemeinsam mit Arbeiten von Camille Bombois, Séraphine Louis, Henri Rousseau und Louis Vivin aus. 1938 waren Arbeiten von ihm Teil der Ausstellung Masters of Popular Painting. Modern Primitives of Europe and America im Museum of Modern Art in New York. André Bauchant gilt als Klassiker der sogenannten „Naiven Malerei“ in Frankreich.
Heute sind seine Gemälde in französischen Museen in Grenoble, Villeneuve-d’Ascq, Dijon, Laval und Straßburg zu sehen, aber auch in der Tate Gallery, im New Yorker Museum of Modern Art und in der Sammlung Zander in Köln. Auf dem Kunstmarkt werden bis zu 78.000 US-Dollar für seine Bilder bezahlt.

## Ausstellungen
- Ausstelung 01. André Bauchant | Camille Bombois | Séraphine Louis | Henri Rousseau | Louis Vivin. Sammlung Zander, Köln (25. November 2023 – 24. April 2024)[7]
- Welche Moderne? In- und Outsider der Avantgarde. Sprengel Museum Hannover, Hannover (6. Mai 2023 – 17. September 2023), Kunstsammlungen Chemnitz, Chemnitz (22. Oktober 2023 – 14. Januar 2024)[7]
- Die Maler des Heiligen Herzens. Museum Frieder Burda, Baden-Baden (16. Juli 2022 – 20. November 2022), Museen Böttcherstraße, Bremen (3. Dezember 2022 – 12. März 2023)[7]
- Du Dounier Rousseau à Seraphine. Le grands maître naïfs. Musée Maillol, Paris (11. September 2019 – 23. Februar 2020)[8]
- 27 Künstler, 209 Werke. Sammlung Zander, Bönnigheim (23. März – 28. August 2016)[8]
- Der Schatten der Avantgarde. Rousseau und die vergessenen Maler. Folkwang Museum, Essen (2. Oktober 2015 – 10. Januar 2016)[8]
- André Bauchant (1873–1958). Maler und Gärtner. Retrospektive. Museum Charlotte Zander, Bönnigheim (4. Februar 2001 – 24. Juni 2001)[8]
- André Bauchant. Musée Maillol, Paris (9. März 1995 – 15. Oktober 1995)[8]
- Die Kunst der Naiven. Themen und Beziehungen. Haus der Kunst, München (1. November 1974 – 12. Januar 1975), Kunsthaus Zürich, Zürich (25. Januar 1975 – 31. März 1975)[8]
- André Bauchant. Stedelijk Museum, Amsterdam (Mai 1949 – Juni 1949)[8]
- André Bauchant, Galerie Charpentier, Paris (1949)[8]
- Masters of Popular Painting. Modern Primitives of Europe and America. Museum of Modern Art, New York (27. April – 24. Juli 1938)[8]
- André Bauchant, Galerie Jeanne Bucher, Paris (21. Dezember 1927 – 6. Januar 1928)[8]
- Les Peintres du cœur sacré. Galerie des Quatres Chemins, Paris (8. Juni – 21. Juni 1928)[8]
- Salon d'Automne. Grand Palais, Paris (1921 – 1928)[8]